# Jan Targowski (dziennikarz)
Jan Maciej Targowski (ur. 21 czerwca 1951 w Łodzi, zm. 25 lutego 2020) – polski krytyk muzyczny, pedagog, dziennikarz muzyczny i prezenter radiowy.

## Życiorys
Absolwent III Liceum Ogólnokształcącego w Łodzi (rocznik 1969). Przez rok studiował ekonometrię na Uniwersytecie Łódzkim. Ukończył studia w Państwowej Wyższej Szkole Muzycznej w Łodzi, uzyskując stopień magistra.
Od 1 grudnia 1977 związany z Radiem Łódź. Był swego czasu dyrektorem muzycznym tejże stacji. Był autorem i prezenterem audycji poświęconych głównie muzyce poważnej (m.in. „Od Bacha do Góreckiego”, „Na głos i instrumenty”, „Nocna scena”, „Wieczór melomana”) i jazzowej („Jazz przed północą”), ale także historii muzyki popularnej („Historia rock and rolla”, „W tonacji sepii”, „Kawa ze śmietanką”). Był również gospodarzem audycji „Język polski na co dzień”, w której przeprowadzał rozmowy z językoznawcą Markiem Cybulskim. Współorganizował serię koncertów „Bez prądu” w Radiu Łódź.
Współpracował również z ogólnopolskimi antenami Polskiego Radia. Był współpracownikiem łódzkich teatrów. Przez 17 lat był kierownikiem i konsultantem muzycznym w Teatrze Lalek Arlekin. Był też związany z Filharmonią Łódzką, prowadząc koncerty tam oraz podczas organizowanego przez tę instytucję letniego festiwalu „Kolory Polski”. Juror festiwali muzycznych (Rock May Festival, Ogólnopolski Festiwal Dzieci i Młodzieży „Tęczowe Piosenki Jana Wojdaka”). Pisał felietony dla miesięcznika „Kalejdoskop” – informatora kulturalnego wydawanego przez Łódzki Dom Kultury.
Pedagog Akademii Muzycznej w Łodzi. Dydaktyk Wydziału Artystycznego Akademii Humanistyczno-Ekonomicznej w Łodzi (kierunek kulturoznawstwo, specjalność produkcja i realizacja muzyki). Nauczyciel w Szkole Muzycznej w Zgierzu (nauka gry na klarnecie).
Doprowadził do zorganizowania stałej wystawy w Muzeum Miasta Pabianic, poświęconej Henrykowi Debichowi. Był współpomysłodawcą powstania łódzkiej fontanny-płaskorzeźby Kochankowie z ulicy Kamiennej poświęconej Agnieszce Osieckiej.
Członek Platformy Obywatelskiej. Był kandydatem KW Platforma Obywatelska RP w wyborach do Rady Miejskiej w Łodzi 2014 - Okręg 4.
Zmarł nagle 25 lutego 2020. Uroczysta msza św. pogrzebowa odbyła się 7 marca 2020 w Bazylice archikatedralnej w Łodzi. Przewodził jej ks. Ireneusz Kulesza, proboszcz archikatedry, urna z prochami zmarłego została złożona w grobowcu rodzinnym na cmentarzu parafialnym w Wartkowicach (sektor C ID grobu: 1030).

## Odznaczenia
- Złoty Krzyż Zasługi (pośmiertnie, 2020) „za działania na rzecz rozwoju mediów”[27][6][28],
- Brązowy Krzyż Zasługi za „wzorowe, wyjątkowo sumienne wykonywanie obowiązków wynikających z pracy zawodowej” (2006)[29][22][21],
- Honorowa Odznaka Miasta Łodzi za osiągnięcia w dziedzinie kultury[22][21],
- Srebrna Odznaka Polskiego Związku Chórów i Orkiestr[21].

## Nagrody
- nagroda Grand Prix Jazz Melomani w kategorii „Krytyk Dziennikarz Roku 2001” (2002)[30][7]
- Nagroda Polskiego Radia Łódź – Łódzkie Wydarzenie Roku „Jazzowa Perła Łodzi” przyznana podczas Grand Prix Jazz Melomani 2011 za audycję „Jazz przed północą” redagowaną przez Jana Targowskiego, Macieja Jaworskiego i Michała Padkowskiego (2012)[31]
- nagroda ZAiKS-u za popularyzację polskiej muzyki współczesnej (2020)[32]

## Upamiętnienie
- Dyrekcja i członkowie Orkiestry Symfonicznej Filharmonii Łódzkiej zadedykowali Janowi Targowskiemu koncert zaplanowany na 28 lutego 2020[18].
- Radio Łódź wyemitowało specjalną audycję poświęconą pamięci Jana Targowskiego 27 lutego 2020 po godz. 22:00[13][33].
- 27 lutego 2021, z okazji pierwszej rocznicy śmierci Jana Targowskiego, w Filharmonii Łódzkiej odbył się koncert poświęcony jego pamięci.[34][35]
- 27 stycznia 2024 odbył się I Memoriał Scrabblowy im. Jana Targowskiego - kategoria Masters 60+[36]